# Viúva Negra (Natasha Romanova)
Natasha Romanova (em inglês: Natasha Romanoff), conhecida como Viúva Negra (em inglês: Black Widow), é uma personagem das histórias em quadrinhos do Universo Marvel publicado pela Marvel Comics.
Nascida na União Soviética, Natalia Alianovna "Natasha" Romanova (em russo: Наталия Альяновна Романова) foi criada por Stan Lee (edição), Don Rico (roteiro) e Don Heck (desenhos). A personagem apareceu pela primeira vez em Tales of Suspense #52 (abril de 1964) e foi introduzida pela primeira vez como uma espiã russa, antagonista do super-herói Homem de Ferro. Mais tarde ela fugiu para os Estados Unidos, tornando-se uma agente da S.H.I.E.L.D. e membra da equipe de super-heróis Vingadores.
A atriz Scarlett Johansson interpretou a personagem Natasha Romanoff em nove filmes do Universo Cinematográfico Marvel, começando por Iron Man 2 (2010) e incluindo um filme solo, Black Widow (2021).

## Biografia ficcional da personagem
Existem vários relatos do início da vida de Romanoff. Um relato diz que o Partido Nazista colocou fogo no edifício onde Natasha vivia em Stalingrad (Volgogrado atualmente) e sua mãe a atirou pela janela para um soldado russo antes de morrer no fogo. O nome do soldado era Ivan Petrovitch e ele cuidou de Natasha por toda a sua vida, permanecendo ao seu lado como seu pai adotivo. e a apresentou para o Tentáculo em Madripoor. Lá ela viria a se tornar a Mestre Assassina, até que o Capitão América, Logan e Ivan a salvaram. Enquanto Natasha crescia e amadurecia, ela provou ser uma incrível atleta e estudiosa, além de ganhar distinção na URSS como bailarina.

### Sala Vermelha
Outro relato a estabelece como tendo sido criada desde sua infância pelo Programa Operação Viúva Negra da União Soviética, em vez de apenas por Ivan Petrovitch. Petrovitch a levou para o Departamento X, junto com outras 28 jovens órfãs, onde foram treinadas em combate e espionagem na instalação secreta "Sala Vermelha". Lá ela foi bio-tecnologicamente e psico-tecnologicamente melhorada; o que proveria uma justificativa para seu tempo de vida excepcionalmente longo e sua juventude. Ela nunca foi realmente treinada em balé no Teatro Bolshoi, tendo em vez disso memórias artificiais. Durante seu treinamento, Romanova foi contatada pela Encantor, a qual a manipulou apenas por diversão, sugerindo que Romanova poderia ser livre, mas no final Encantor acabou impedindo que ela escapasse. No entanto, os esforços de Romanova para fugir atraíram a atenção dos organizadores do programa, os quais caso contrário a teriam "descartado".
Independente de qualquer relato está correto que, ela eventualmente se casou com Alexi Shostakov, um piloto de teste Soviético.

### KGB
A inteligência do governo Soviético (KGB) decidiu que as habilidades desse casal os tornariam perfeitos agentes especiais, e então os separou enquanto Alexi estava fora em uma missão. Treinado com o Guardião Vermelho, Alexi se tornou a resposta da União Soviética para o Capitão América dos Estados Unidos.
Foi dito a Natasha que seu marido morreu em um acidente com um foguete experimental e ela então foi convocada para a KGB. Ela se tornou sua melhor agente a ser treinada na Academia Sala Vermelha, se tornando excelente em combate e em coletar informações. Durante esse tempo, ela teve algum treinamento com o Soldado Invernal. Foi lá que ela foi apelidada pela primeira vez de "Viúva Negra".
O homem chamado Logan ressurgiu na América anos mais tarde sem memória de seu passado e em perigo por estar sendo perseguido pelos assassinos da Hidra. Ela o salvou e veio até ele novamente quando roubou o Projeto Tempestade Vermelha da Rússia junto com Carol Danvers e Ben Grimm.

### Confrontos iniciais com o Homem de Ferro
A Viúva Negra foi designada para auxiliar Boris Turgenov no assassinato do Professor Anton Vanko por desertar seu país, infiltrando-se nas Indústrias Stark na América. Tony Stark, o Homem de Ferro original, frustrou continuamente seus planos contra as Indústrias Stark. Romanova mais tarde conheceu o Gavião Arqueiro e o colocou contra o Homem de Ferro, e mais tarde ajudou o Gavião a lutar contra o Homem de Ferro. Infelizmente, a associação do Gavião Arqueiro com espiões da Rússia o rotularam como um criminoso no inicio de sua carreira. A Viúva Negra e o Gavião então enfrentaram o super-herói novato Homem-Aranha. Eles mais tarde retornaram o seu foco a Tony Stark, enfrentando o Homem de Ferro mais duas vezes - a primeira sendo uma tentativa de invadir a fábrica de munições de Tony Stark.
Quando a missão terminou em fracasso, ela foi levada de volta a Rússia pelos seus mestres e recebeu um novo uniforme que permitia escalar as paredes, bem como um dispositivo que permitia atirar linhas para se balançar. Ela mais uma vez tentou obter a ajuda do Gavião Arqueiro para destruir o Homem de Ferro. A dupla quase conseguiu, mas quando a Viúva Negra ficou ferida, o Gavião recuou para levá-la a um lugar seguro. Durante esse período, Romanova estava tentando desertar da União Soviética e começou a se sentir apaixonada pelo Gavião, enfraquecendo sua lealdade ao seu país. Quando seus empregadores descobriram a verdade, eles a balearam, mandando-a para o hospital, convencendo o Gavião a ir em frente e se juntar aos Vingadores.

### Associação aos Vingadores
Capturada por seus mestres novamente e tendo sofrido lavagem cerebral, a Viúva Negra foi forçada a se juntar ao Espadachim e ao Poderoso para destruir os Vingadores. Esse plano acabou falhando quando os Vingadores derrotaram ambos os vilões e Natasha conseguiu superar os efeitos da lavagem cerebral. Em uma tentativa de fazer as pazes com o grupo, ela os ajudou contra o grupo racista conhecido como Filhos da Serpente.
Tendo sido concedida anistia, Natasha fez uma proposta para se unir aos Vingadores, ajudando-os em sua batalha contra os Ultroids. Ela ameaçou matar seu líder Ixar se eles não deixassem a Terra, conquistando a vitória, no entanto o Gavião Arqueiro escondeu esse fato para que ela pudesse entrar para o grupo, embora ela tenha violado o código da equipe em relação a matar. No entanto, quando Nick Fury a contratou para espionar os seus antigos mestres em nome da S.H.I.E.L.D., ela foi forçada a recusar a fazer parte dos Vingadores e romper publicamente seu relacionamento com o Gavião. Como parte de sua missão, a imprensa a marcou como uma traidora, partindo o coração do Gavião Arqueiro.
Chegando na China, ninguém confiava na Viúva Negra, por isso ela foi submetido ao dispositivo Psychotron, uma máquina que poderia fazer lavagem cerebral em qualquer pessoa. Ela provou ter muita força de vontade e teve de ser drogada e presa. Ao descobrirem que Natasha estava sendo mantida como prisioneira pelos seus mestres Comunistas, os Vingadores viajaram até a China para a resgatar, tendo que enfrentar o Guardião Vermelho, o ex-marido de Natasha, o qual acreditava-se estar morto. Os Vingadores, com a ajuda de Natasha, impediram o plano dos Comunistas de usar o Psychotron contra o mundo ocidental. Durante o curso da batalha, Natasha se feriu e o Guardião Vermelho aparentemente pereceu em batalha.
Depois de um tempo se recuperando no hospital, Natasha retornou a mansão dos Vingadores e chegou a decisão de desistir de sua carreia como aventureira fantasiada. No entanto, isso provou ser de curta duração, já que ela voltou ao super heroísmo logo em seguida, mas seu romance com o Gavião tornou-se tenso, já que ele geralmente estava muito ocupado com os negócios dos Vingadores para dar atenção a ela.
Farta de ficar fora de ação, a Viúva Negra aceitou outra missão da S.H.I.E.L.D. para prevenir que o Cabeça de Ovo usasse uma plataforma orbital para conseguir um resgate pelo mundo. Ela foi capturada, levando o Gavião Arqueiro (o qual ainda a amava) a usar a fórmula de crescimento de Hank Pym para se tornar o novo Golias e a resgatar. Ela ajudou os Vingadores a impedir o Cabeça de Ovo, embora terminou com a aparente morte do Cabeça de Ovo e do irmão do Gavião, Barney. Após uma ausência prolongada, a Viúva Negra eventualmente terminou sua relação com o Gavião arqueiro.

### Sozinha
Natasha não foi capaz de evitar o super heroísmo por muito tempo e, depois de desenhar um novo traje preto e adaptar seus braceletes com elétricas "Picadas de Viúvas", ela quis ver do que o Homem-Aranha era capaz em combate. Apesar de o Homem-Aranha estar doente e não estar em sua capacidade máxima no momento, ele ainda foi capaz de impressionar a Viúva, fazendo ela se retirar, no entanto ela resolveu continuar como uma aventureira fantasiada.
Durante esse período ela entrou em confronto com figuras do submundo e vilões fantasiado, os mais notáveis sendo o Astrólogo e o Watchlord.

### Parceria com o Demolidor
A Viúva Negra logo se tornou um peão manipulada pelo computador conhecido como Baal, desde do distante futuro da Terra-71778. Nessa realidade, a humanidade foi exterminada e história passada do Demolidor e da Viúva Negra desempenham um papel crucial. Isso acaba levando a um longo relacionamento e uma parceria entre os dois heróis, mas eventualmente chega a um fim.
Enquanto trabalhava com a S.H.I.E.L.D., a Viúva Negra foi brevemente capturada como parte de um plano da Hidra para se infiltrar e fazer lavagem cerebral na organização, fazendo-a regredir a sua identidade de professora Nancy Rushman. Felizmente, ela foi descoberta e resgatada pelo Homem-Aranha, posteriormente trabalhando com ele, Nick Fury e Shang-Chi para impedir o plano da Hidra. Após a crise acabar, a Viúva admitiu que a identidade Nancy se sentia atraída pelo Homem-Aranha, mesmo que ela preferisse manter sua independência.

### Campeões de Los Angeles
Ela co-fundou os Campeões de Los Angeles, depois de terem impedido com sucesso o plano de Pluto de invadir o Olimpo. A equipe logo se separou devido à falência, e Natasha tentou uma parceria com o Hércules, mas não teve sucesso.

### Sozinha novamente
Após dois fracassos, Natasha decidiu permanecer sozinha e trabalhar como agente por um tempo.
Foi nessa época que um inimigo do seu tempo como parceira do Demolidor sequestrou Ivan para atraí-la para a morte. Damon Dran planejou trazer Natasha para sua ilha para que um pequeno exército de mulheres especialistas em combate pudessem destruí-la. E uma vez que ela estivesse fora do caminho, ele enviaria uma Viúva Negra falsa de volta para a S.H.I.E.L.D. para assassinar Nick Fury. Infelizmente para Dran, Natasha derrotou seu exército, salvou Ivan e avisou a Fury (que por sua vez bombardeou a ilha de Dran).
Em uma missão freelance, a Viúva Negra tentou impedir o Tentáculo de roubar o corpo há muito tempo morto de seu Mestre Guerreiro, Kirigi. Utilizando venenos mortais, Natasha acabou sendo morta pelo Tentáculo. Ela foi revivida por Stone da Casto e juntou forças com Stone e o Demolidor para impedir o Tentáculo de reviver Elektra. Natasha sabia que o Tentáculo tinha sido derrotado, mas não passou as informações para o Demolidor, apenas para se assegurar.
Em uma missão, Natasha encontrou o seu marido Alexi Shostakov vivo. Mas o que ela não sabia era que ele era apenas um Modelo de Vida Artificial criado por agentes Russos para chantageá-la a voltar ao serviço da mãe Rússia. Depois de ela ter terminado suas tarefas que eles a deram, os Russos a disseram a verdade e tentaram a matar. Com a ajuda de Ivan, ela derrotou os Russos e destruiu o MVA.
O Homem de Ferro se juntou com a Viúva Negra para prevenir um agente chamado de "Oktober" de tentar começar uma Terceira Guerra Mundial com o lançamento de mísseis. Os mísseis foram lançados, mas o Homem de Ferro os impediu de detonar. Oktober acabou sendo na verdade uma velha reprogramação da KGB que estava dormente em sua mente. Juntos, eles capturaram o agente responsável.
Com o tempo, a Viúva Negra voltou aos Vingadores e se tornou uma co-líder, gerenciando as operações na base enquanto o Cavaleiro Negro liderava no campo. Quando a maioria dos Vingadores foram mortos na saga Massacre (Evento), ela foi incapaz de reconstruir a equipe, enquanto enfrentava os processos da Fundação Maria Stark. Ela sempre se sentiu como se a separação dos Vingadores fosse unicamente culpa dela.
A Viúva Negra então prometeu apreender todos os antigos inimigos dos Vingadores, e se encontrou com o Demolidor enquanto caçava o Gárgula Cinzento. Matt temia pelo estado mental dela, pois ela estava obcecada em capturar o Gárgula Cinzento. Enquanto ele tentava ajudar ela, sua namorada, Karen Page, tornou-se cada vez mais irritada e com ciúmes. Natasha reconheceu o amor de Matt por Karen e os deixou para ficarem juntos. Mais tarde, Natasha ofereceu ajuda a Karen para limpar o nome dela de um assassinato que o Senhor Medo a acusou.
Quando os Vingadores que acreditavam-se estar mortos retornaram, Natasha ficou mais aliviada, mas decidiu trabalhar com a S.H.I.E.L.D., os ajudando destruir a organização Luz da Liberdade por fingir ser a Chama de Ébano, a líder da organização.
O Demolidor entrou em sua vida novamente quando ele precisou cuidar do bebê de Karen, o qual ele acreditava ser o Anticristo. Ele eventualmente tentou matar a criança, mas Natasha ficou em seu caminho. Enquanto eles se enfrentavam, o Mercenário matou a criança e Natasha foi brutalmente espancada. Após a morte da criança, Matt percebeu o que ele estava fazendo, e ele e Natasha se reconciliaram. Embora ela admitisse que ainda se importa com ele, os dois decidiram que nunca ficariam juntos.
Outra agente Russa reivindicou o manto da Viúva Negra, o que a levou a enfrentar Natasha. Yelena Belova tentou impedir que Natasha recuperasse o Soro da Raiva Infinita, mas fracassou.
Pouco tempo depois, Natasha capturou Yelena e tiveram suas faces cirurgicamente trocadas em um esforço para descobrir o que o General Stalyenko estava fazendo com o Governo Rhapastani no Rio do Hudson Valley. Depois de se encontrar com quem ele pensava ser Yelena, Stalyenko descobriu que não era realmente ela e tentou matar a Viúva. Apesar de seu plano ter falhado, Natasha foi capaz de impedir Stalyenko de vender as armas nucleares da Guerra Fria que ele estava escondendo em Hudson para Rhapastan.
O governo da Bulgária mais tarde capturou a Madame Hidra e solicitou uma troca com os Estados Unidos pela Viúva Negra. Como parte de um plano para descobrir quem estava por trás de tudo eles permitiram a troca, o Demolidr e a S.H.I.E.L.D. se uniram a Natasha e descobriram que seu marido Alexi tinha orquestrado toda a troca. Juntos com os Vingadores, a S.H.I.E.L.D. e o Demolidor, Natasha tomou Alexi em custódia.

### Natasha durante a Guerra Secreta
O estresse de ver o seu marido uma vez morto, uma vez vivo, uma vez robô e agora vivo novamente, levou Natasha a aposentadoria. Ela viveu por um curto período no Arizona antes dos agentes da Sala Vermelha começarem a rastrear as antigas agentes Viúvas Negras e as matar. Natasha recrutou Phil Dexter, um associado da S.H.I.E.L.D. e tentou rastrear os assassinos. Na sua caçada, ela encontrou Sally Anne Carter, bem como Antonovna Kudrin, a qual era a antiga chefe de biotecnologia da Sala Vermelha. Descobriu-se que as Viúvas Negras incluíam vinte e sete garotas treinadas para serem assassinas perfeitas. Elas foram implementadas com memórias falsas, psico-quimicamente condicionadas e quimicamente aprimoradas para serem leais e executar perfeitamente as missões para o programa. Até mesmo travas feromônicas foram implementadas nas Viúvas Negras como um mecanismo de controle para impedir elas de se rebelarem. Enquanto levava Lyudmila a S.H.I.E.L.D., Natasha descobriu que Nick Fury tinha usado as chaves feromônicas para fazer ela abandonar seu país e começar a trabalhar para a S.H.I.E.L.D. Ela também descobriu que Sally Anne foi sequestrada e Phil foi morto no processo.
A trilha de Viúvas Negras mortas levava até Vassily Ilyich Ulyanov da Sala Vermelha e Ian McMasters, CEO da Gynacon. Natasha os pegou em seu iate e os matou, fazendo dela a criminosa mais procurada dos Estados Unidos.
Natasha procurou a ajuda de Yelena Belova em Cuba. Yelena estava gerenciando uma companhia lingerie e canais de televisão pornográficos. Em troca de um lugar para ficar, Yelena pediu a Natasha para a ajudar a exportar suprimentos médicos roubados para Miami. Para sua surpresa, Natasha descobriu que os suprimento médico era da Gynacon e que Sally Anne foi pega pela máfia. Kestrel e Martin Ferris capturaram Natasha em Miami e tentaram alterar sua mente usando drogas para descobrir o que ela sabia. Com a ajuda de Yelena, o Demolidor resgatou Natasha, que então rastreou e matou Kestrel e Ferris. Em toda a loucura, Natasha descobriu que a Gynacon estava fazendo experiências em Sally Anne, mas ela escapou.
A Viúva Negra foi designada para rastrear o Consertador em um esforço para encontrar o financiador por trás dos super-vilões da América. Disfarçada como uma burca, ela localizou o Consertador no castelo de Lucia von Bardas, a atual primeira ministra da Latveria. Infelizmente, o Presidente recusou o pedido de Fury para uma captura de von Bardas pela S.H.I.E.L.D. Forçado a agir sozinho, Fury reuniu a Viúva Negra, o Capitão América, o Homem-Aranha, Luke Cage, o Demolidor, Wolverine e Daisy Johnson para derrubar von Bardas. Infelizmente, os heróis desaprovaram o plano de Fury de derrubar o Castelo de Destino em cima da von Bardas. Depois disso, Fury apagou a memória dos participantes dessa guerra secreta que não fossem nível 10.
Quando a identidade de Matt Murdock como Demolidor vazou para a imprensa, o governo tentou prender ele junto com Luke Cage, Punho de Ferro e Foggy Nelson. Natasha foi capaz de impedir que todos, com exceção de Matt, fossem para a cadeia.

### Guerra Civil/Iniciativa
Durante a Guerra Civil dos super-heróis, Natasha se tornou uma defensora da Lei de Registro de Super-Humanos e um membro da força-tarefa liderada pelo Homem de Ferro. Mais tarde, Natasha se registrou e se se uniu aos Vingadores reconstituídos. Quando Tony Stark, o diretor da S.H.I.E.L.D., estava presumidamente morto e a vice-diretora Maria Hill estava incapacitada, Natasha assumiu temporariamente o comando da S.H.I.E.L.D. como a agente de maior escalão presente.

### Poderosos Vingadores
Natasha, ainda uma das agentes vivas mais procuradas do mundo, foi recrutada pelo Homem de Ferro e Miss Marvel para estar na mais nova equipe de Vingadores junto com o Sentinela, Ares, Vespa e Magnum. Ela imediatamente se provou na batalha contra as criaturas biológicas do Toupeira e continuou a se provar quando assumiu o comando da S.H.I.E.L.D. durante a crise de Ultron.
Natasha estava entre os Vingadores infectados junto com centenas de outros cidadãos de Nova Iorque por um vírus simbionte, mas foram curados pelo Homem de Ferro. Natasha ficou muito desconfiada de Jessica Drew, a qual mais tarde foi descoberta ser uma impostora Skrull, Veranke.

### Thunderbolts
Natasha assumiu a identidade de Yelena Belova para se infiltrar nos Thunderbolts de Norman Osborn para Nick Fury. Osborn descobriu a invasão dela a uma instalação abandonada da S.H.I.E.L.D., e ofereceu a ela a posição de líder de campo. Em sua primeira missão, ela e o Homem-Formiga tomaram controle do avião com o Duende Verde, Doutor Samson e o novo Presidente abordo. Osborn começou a impersonificar Fury em mensagens para Natasha a fim de fortalecer os Thunderbolts e os levar até o Fury.
Osborn ordenou a ela que liderasse os Thunderbolts atuais para matar a antiga Thunderbolt, Harpia. Fury ordenou "Yelena" a resgatar e recuperar a Harpia, pela informação que ela poderia possuir sobre Osborn e suas operações. Natasha encontrou Harpia e revelou a ela que na verdade ela era Natasha Romanova disfarçada. Ela tentou levar Harpia até o Fury, mas os Thunderbolts as seguiram o tempo todo. O trio foi capturado e Osborn revelou estar impersonificando o Fury em mensagem o tempo todo. Ele ordenou a equipe que executassem Natasha e a Harpia, mas elas conseguiram escapar quando o Homem-Formiga, Carrasco e Paladino se viraram contra o resto dos Thunderbolts e as deixaram partir. Após serem resgatados pelo Mach-V e o Fixer, eles descobriram que o Fury de Osborn era na verdade um MVA.

### Novamente uma Vingadora
Após o Cerco de Asgard, a Viúva Negra se juntou aos novos Vingadores Secretos do Comandante Rogers. Algum tempo mais tarde, quando a Torre Stark foi reconstruída, ela se juntou a equipe principal dos Vingadores e ganhou até mesmo um quarto. Ela desempenhou um papel vital em ajudar o Homem-Aranha a impedir o plano mais recente dos Sexteto Sinistro quando ela, o Homem-Aranha e a Sabre de Prata foram os último heróis que sobraram depois que o Sexteto Sinistro derrotou o resto do Vingadores (embora seja porque ela era a Vingadora mais próxima do jato invisível da Sabre de Prata).
Durante a guerra dos Vingadores contra os X-Men, Natasha ficou do lado dos Vingadores. Após a guerra, ela foi chamada para se juntar ao esquadrão dos Vingadores primários.

### O Tempo se Esgota
Vários meses mais tarde, quando a S.H.I.E.L.D. assumiu os Vingadores para encontrar os Illuminati e os trazer em custódia por destruírem outro universo, Natasha abandonou a equipe e se juntou aos Vingadores do Mancha Solar.
Mais tarde, o Capitão América deu a ela uma lista de pessoas para salvar e trazer a bordo do bote salva-vidas e explica que era o trabalho de Natasha ajudar no esforços de salvar o máximo de pessoas possíveis, antes da Terra ser destruída. A Viúva Negra então partiu para salvar todas as pessoas que ela conseguisse.
Durante a incursão final, Natasha pilotou uma nave contendo alguns escolhidos a dedo para reiniciar a humanidade após o universo terminar, co-pilotado por Jessica Drew. No entanto, sua nave foi abatida durante a batalha, e ela foi morta na explosão que sucedeu.

## Poderes e habilidades
A Viúva Negra foi aprimorada pela biotecnologia que torna seu corpo resistente ao envelhecimento e doenças e cura acima da taxa humana; bem como o condicionamento psicológico que suprime sua memória de eventos verdadeiros em oposição aos implantados do passado sem o auxílio de drogas supressoras de sistema especialmente projetadas. 
Os glóbulos brancos em seu corpo são eficientes o suficiente para lutar contra qualquer micróbio, corpo estranho e outros de seu corpo, mantendo-a saudável e imune à maioria, senão a todas as infecções, doenças e distúrbios. 
Sua agilidade é maior do que a de uma medalha de ouro olímpica. Ela pode coordenar seu corpo com equilíbrio, flexibilidade e destreza facilmente. 
Romanoff tem um intelecto talentoso. Ela exibe uma afinidade fantástica com a manipulação psicológica e pode mascarar suas emoções reais perfeitamente. Como Steve Rogers e Clint Barton, ela possui a capacidade de processar rapidamente vários fluxos de informações (como avaliação de ameaças) e responder rapidamente às mudanças nas situações táticas.
A Viúva Negra é uma atleta de classe mundial, ginasta, acrobata, trapezista capaz de numerosas manobras e feitos complexos, sendo uma artista marcial especialista (incluindo jiu-jitsu, aikido, boxe, judô, caratê, savate, ninjutsu, múltiplos estilos de kung fu e kenpō, bem como a arte marcial russa (sambo), Romanoff também é uma atiradora e especialista em armas, além de ter extenso treinamento em espionagem. Ela também é uma bailarina talentosa.
Romanoff é uma estrategista especialista. Ela é uma estrategista tática e comandante de campo muito eficaz. Ela liderou os Vingadores e até a S.H.I.E.L.D. em algumas ocasiões.

## Outras versões
No Universo Ultimate, ela tinha ganhado um traje mecânico do Homem de Ferro no mesmo dia em que ele a pediu em casamento. Mas traiu a equipe de super-heróis quando atirou em Jarvis e tentou atacar o Homem de Ferro. Agora usa um traje de Homem de Ferro versão feminina da cor preta. Natasha descobriu a existência de uma nova Viúva Negra, a jovem espiã russa Yelena Belova, que queria superar Natasha, tentando se tornar a melhor Viúva Negra. Mas Natasha armou um plano para deixá-la louca, tentando diminuir a tola insistência de glória da garota. E então no filme "Os Vingadores" na versão humana, muito diferente da versão de desenho animado, o seu cabelo continua ruivo porém curto e ondulado. Neste filme podemos ver Natasha trabalhando com seu grande amigo, o Gavião Arqueiro. Nos filmes da Marvel sua história é pouco revelada, sabe-se que ela conheceu o Gavião Arqueiro quando ele foi enviado pela S.H.I.E.L.D para matá-la por ser considerada uma ameaça, ele não cumpriu sua missão e poupou a vida de Natasha, depois disso ela adquiriu uma grande dívida com ele e se tornaram grandes amigos, ela chegou até a se tornar madrinha dos filhos do Gavião Arqueiro, mas diferente da versão em desenho animado e em quadrinhos eles não tiveram um romance. Nos filmes da Marvel a Viúva Negra tem um romance com Bruce Banner.

## Em outras mídias

### Desenhos animados
- Natasha aparece pela primeira vez fora dos quadrinhos no episódio "Homem de Ferro", da série animada The Marvel Super Heroes.
- Viúva Negra é vista no episódio "Caramba, é a mordida da Viúva negra", da série Esquadrão de Heróis, dublada por Lena Headey.
- Aparece na série Vingadores: Os Heróis mais Poderosos da Terra, dublada por Vanessa Marshall. Aqui ela é uma agente dupla da Hidra, porém mais pro final da série ela se torna membro dos Novos Vingadores.
- A Viúva Negra é uma personagem coadjuvante em Iron Man: Armored Adventures, dublada por Ashleigh Ball.
- A Viúva Negra é uma das personagens principais da série Vingadores Unidos, dublada por Laura Bailey.
- Natasha aparece em Lego Marvel Super Heroes: Maximum Overload, dublada por Laura Bailey.
- A Viúva Negra também aparece em Ultimate Spider-Man: Warriors Web, com Laura Bailey reprisando o papel. Ela aparece nos episódios episódios "Avenging Spider-Man, Parte 1 e 2" e "Concurso dos Campeões, Parte 2".
- Nos filmes Ultimate Avengers e Ultimate Avengers 2, inspirados na série em quadrinhos Os Supremos, Natasha Romanoff é dublada por Olivia D'Abo.

### Universo Cinematográfico Marvel

Scarlett Johansson em sua primeira aparição como a personagem, em Homem de Ferro 2

Uma das capas de The Avengers: Black Widow Strikes

- Natasha Romanoff é interpretada no cinema pela atriz Scarlett Johansson. A atriz revelou em entrevista que teve de passar por muitos treinamentos e exercícios para entrar em forma e aprender um pouco de artes marciais.[6] A primeira aparição de Natasha é no filme Homem de Ferro 2, lançado em 2010, onde é introduzida como uma assistente de Tony Stark chamada Natalie Rushman, para em seguida se revelar agente da S.H.I.E.L.D..[7] A atriz reprisou o papel em  Os Vingadores (2012), onde Natasha é recrutada pela S.H.I.E.L.D. para impedir o ataque de Loki à Terra;[8] Capitão América 2: O Soldado Invernal (2014), onde ajuda Steve Rogers na missão de encontrar agentes infiltrados da HYDRA na S.H.I.E.L.D.;[9] Vingadores: Era de Ultron (2015), onde desenvolve uma relação amorosa com Bruce Banner; Capitão América: Guerra Civil (2016), onde se une a Tony Stark no registro de indivíduos aperfeiçoados liderado pelo General Ross, inclusive ficando do lado de Stark na batalha contra Steve em Hamburgo, mas acaba se voltando contra Tony e ajuda Rogers nocauteando o Pantera Negra; Vingadoresː Guerra Infinita (2018), onde após Natasha, que estava se escondendo junto de Steve e Sam Wilson, ajudar a salvar Visão dos lacaios de Thanos, participa da batalha em Wakanda contra as tropas de Thanos, com o vilão eventualmente obtendo êxito, resultando na morte de metade da população do universo; e Vingadores: Ultimato (2019), onde como parte do plano dos Vingadores restantes do ataque de Thanos, envolvendo viajar no tempo para recuperar as Joias do Infinito e desfazer a dizimação, Natasha acaba se sacrificando para que os Vingadores obtenham a Joia da Alma. O eventual filme solo da personagem, Viúva Negra, lançado em 2021, se passou entre Guerra Civil e Guerra Infinita, mostrando Natasha indo atrás do Projeto Sala Vermelha, que treina garotas desde a infância para se tornarem as assassinas Viúvas Negras. Para isso, Natasha contou com a ajuda de outra Viúva dos quadrinhos, Yelena Belova, interpretada por Florence Pugh.[10] Também aparece na cena pós créditos de Capitã Marvel (2019), e uma gravação de Natasha para Bruce é vista em Thor: Ragnarok (2017) na nave em que o Hulk foi para o espaço.
- Na série televisiva derivada Agent Carter, do Universo Cinematográfico Marvel, é revelado décadas antes de Natasha Romanoff uma das Viúvas Negras resultantes da criação da Sala Vermelha pela União Soviética, Dottie Underwood, interpretada por Bridget Regan.[11]
- Após a morte de Natasha, Shang-Chi e a Lenda dos Dez Anéis tem uma Viúva Negra em um ringue de lutas clandestino;[12] e a série Gavião Arqueiro, onde Yelena é uma das personagens, inclui uma cena em que ela vai atrás de uma antiga Viúva Negra que, após fugir da Sala Vermelha, se tornou assassina de aluguel.[13]
- Na animação What If...?, mostrando histórias alternativas do UCM, variações de Natasha aparecem em vários episódios, com a voz de Lake Bell. Elas incluem uma que é parceira de combate da Capitã Peggy Carter; uma que combate um assassino da Hidra na véspera de Natal; uma que é morta em um apocalipse zumbi junto de outros Vingadores; uma que pilotou um mecha lutando contra monstros irradiados por radiação gama; uma que é morta junto com os outros potenciais Vingadores por Hank Pym; e uma que é um dos últimos humanos sobreviventes em uma Terra onde Ultron matou a maior parte da humanidade e depois obteve as Joias do Infinito. Após ajudar os Guardiões do Multiverso a vencer esse Ultron, Uatu, o Vigia deixa essa Natasha ir para o universo em que Natasha e os potenciais Vingadores foram mortos para que ela ajudasse no combate à invasão de Loki.

### Jogos
- A Viúva Negra aparece nos jogos para os consoles da terceira geração, Spider-Man: Web of Shadows, Marvel vs Capcom 3 e Marvel: Ultimate Alliance 2
- No jogo para Facebook Marvel: Avengers Alliance
- No jogo online The Super Hero Squad Online
- Nos jogos para Android e iOS Marvel Future Fight, Marvel: Contest of Champions, Marvel Avengers Academy, Marvel Strike Force e Marvel Puzzle Quest
- Natasha é uma das personagens de  Marvel's Avengers